# Flux potencial al voltant d'un cilindre circular

Flux potencial amb circulació zero

En matemàtiques, el flux potencial al voltant d'un cilindre circular és una solució clàssica per al flux d'un fluid inviscós i incompressible al voltant d'un cilindre que és transversal al flux. Lluny del cilindre, el flux és unidireccional i uniforme. El flux no té vorticitat i, per tant, el camp de velocitat és irrotacional i es pot modelar com un flux potencial. A diferència d'un fluid real, aquesta solució indica una resistència neta zero sobre el cos, un resultat conegut com a paradoxa de d'Alembert.
En matemàtiques, el flux potencial al voltant d'un cilindre circular és una solució clàssica per al flux d'un fluid inviscós i incompressible al voltant d'un cilindre que és transversal al flux. Lluny del cilindre, el flux és unidireccional i uniforme. El flux no té vorticitat i, per tant, el camp de velocitat és irrotacional i es pot modelar com un flux potencial. A diferència d'un fluid real, aquesta solució indica una resistència neta zero sobre el cos, un resultat conegut com a paradoxa de d'Alembert.

## Solució matemàtica

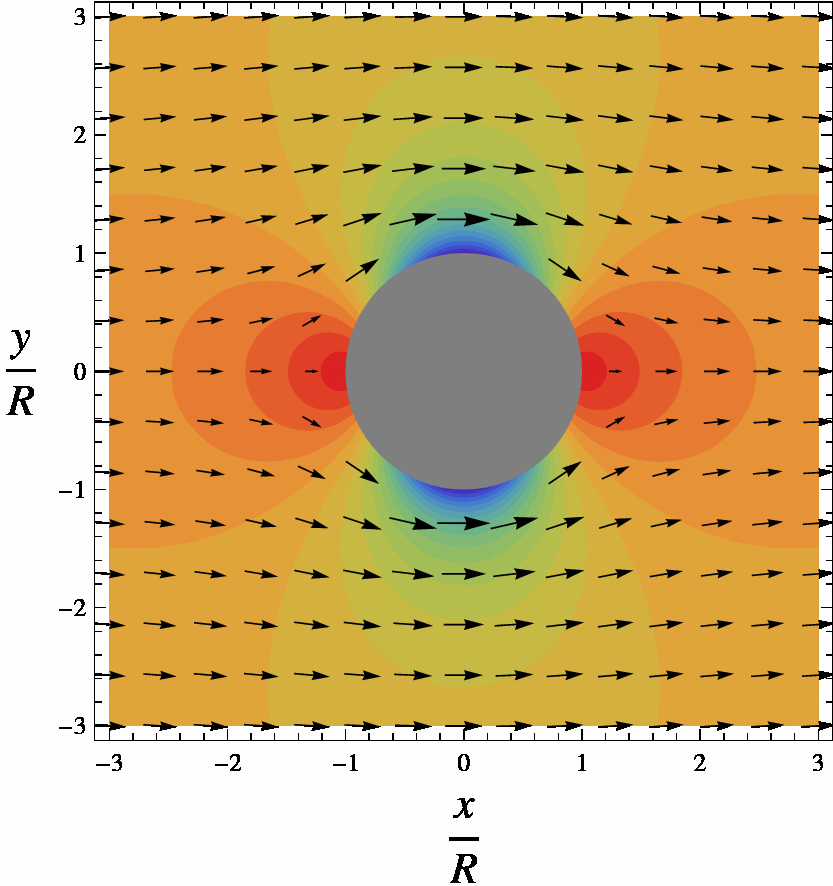
Colors: camp de pressió vermell és alt, blau és baix. Vectors de velocitat.

Un cilindre (o disc) de radi R es col·loca en un flux bidimensional, incompressible i no viscós. L'objectiu és trobar el vector de velocitat estacionari V i la pressió p en un pla, amb la condició que lluny del cilindre el vector de velocitat (relatiu als vectors unitaris i i j) sigui:
{\displaystyle \mathbf {V} =U\mathbf {i} +0\mathbf {j} \,,}

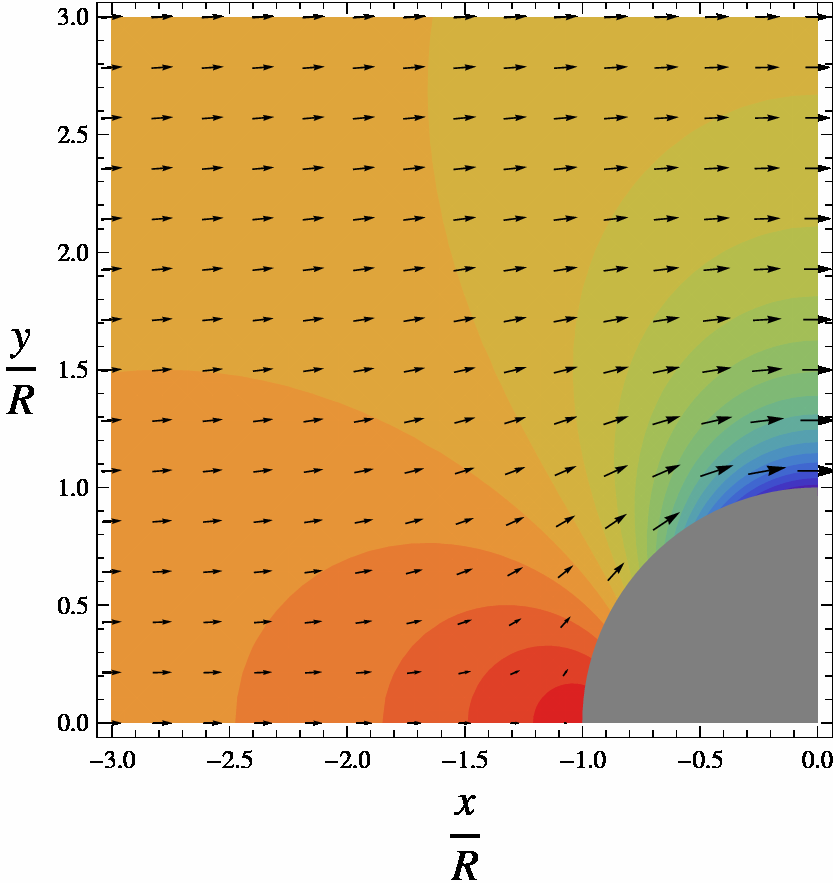
Vista de primer pla d'un quadrant del flux. Colors: camp de pressió.vermell és alt, blau és baix. Vectors de velocitat.

on U és una constant, i a la vora del cilindre
{\displaystyle \mathbf {V} \cdot \mathbf {\hat {n}} =0\,,}
on n̂ és el vector normal a la superfície del cilindre. El flux aigües amunt és uniforme i no té vorticitat. El flux és inviscós, incompressible i té una densitat de massa constant ρ. Per tant, el flux roman sense vorticitat, o es diu que és irrotacional, amb ∇ × V = 0 a tot arreu. En ser irrotacional, ha d'existir un potencial de velocitat φ:
{\displaystyle \mathbf {V} =\nabla \phi \,.}
En ser incompressible, ∇ · V = 0, de manera que φ ha de satisfer l'equació de Laplace:
{\displaystyle \nabla ^{2}\phi =0\,.}

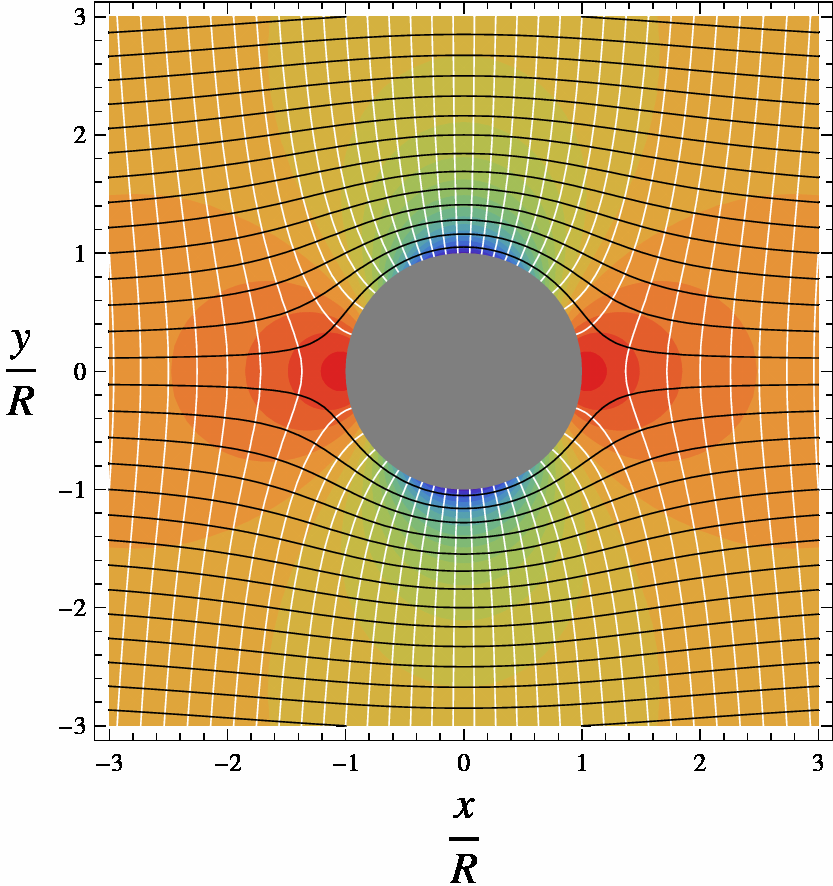
Camp de pressió (colors), funció del corrent (negre) amb interval de contorn de 0.2Ur de baix a dalt, potencial de velocitat (blanc) amb interval de contorn 0.2Ur d'esquerra a dreta.

La solució per a φ s'obté més fàcilment en coordenades polars r i θ, relacionades amb les coordenades cartesianes convencionals per x = r cos θ i y = r sin θ. En coordenades polars, l'equació de Laplace és (vegeu operaodor nabla en coordenades cilíndriques i esfèriques):
{\displaystyle {\frac {1}{r}}{\frac {\partial }{\partial r}}\left(r{\frac {\partial \phi }{\partial r}}\right)+{\frac {1}{r^{2}}}{\frac {\partial ^{2}\phi }{\partial \theta ^{2}}}=0\,.}
La solució que satisfà les condicions de contorn és
{\displaystyle \phi (r,\theta )=Ur\left(1+{\frac {R^{2}}{r^{2}}}\right)\cos \theta \,.}
Les components de la velocitat en coordenades polars s'obtenen a partir de les components de ∇φ en coordenades polars:
{\displaystyle V_{r}={\frac {\partial \phi }{\partial r}}=U\left(1-{\frac {R^{2}}{r^{2}}}\right)\cos \theta }
i
{\displaystyle V_{\theta }={\frac {1}{r}}{\frac {\partial \phi }{\partial \theta }}=-U\left(1+{\frac {R^{2}}{r^{2}}}\right)\sin \theta \,.}
En ser inviscosa i irrotacional, l'equació de Bernoulli permet obtenir la solució del camp de pressió directament del camp de velocitat:
{\displaystyle p={\tfrac {1}{2}}\rho \left(U^{2}-V^{2}\right)+p_{\infty },}
on apareixen les constants U i p∞ de manera que p → p∞ lluny del cilindre, on V = U Utilitzant V^2 = V2
r + V2
θ ,
{\displaystyle p={\tfrac {1}{2}}\rho U^{2}\left(2{\frac {R^{2}}{r^{2}}}\cos(2\theta )-{\frac {R^{4}}{r^{4}}}\right)+p_{\infty }\,.}
A les figures, el camp acolorit anomenat "pressió" és un gràfic de
{\displaystyle 2{\frac {p-p_{\infty }}{\rho U^{2}}}=2{\frac {R^{2}}{r^{2}}}\cos(2\theta )-{\frac {R^{4}}{r^{4}\,}}.}

## Interpretació física
L'equació de Laplace és lineal i és una de les equacions diferencials parcials més elementals. Aquesta simple equació dóna la solució completa tant per V com per p a causa de la restricció d'irrotacionalitat i incompressibilitat. Un cop obtinguda la solució per a V i p, es pot observar la consistència del gradient de pressió amb les acceleracions.
La baixa pressió als costats laterals del cilindre és necessària per proporcionar l'acceleració centrípeta del flux:
{\displaystyle {\frac {\partial p}{\partial r}}={\frac {\rho V^{2}}{L}}\,,}
on L és el radi de curvatura del flux. Però L ≈ R i V ≈ U La integral de l'equació per a l'acceleració centrípeta sobre una distància Δr ≈ R donarà, doncs,
{\displaystyle p-p_{\infty }\approx -\rho U^{2}\,.}
La solució exacta té, per a la pressió més baixa,
{\displaystyle p-p_{\infty }=-{\tfrac {3}{2}}\rho U^{2}\,.}
La baixa pressió, que ha d'estar present per proporcionar l'acceleració centrípeta, també augmentarà la velocitat del flux a mesura que el fluid viatja de valors de pressió més alts a més baixos. Així trobem la velocitat màxima del flux, V = 2U, a la baixa pressió als costats del cilindre.
Un valor de V > U és consistent amb la conservació del volum del fluid. Com que el cilindre bloqueja part del flux, V ha de ser més gran que U en algun lloc del pla que passa pel centre del cilindre i transversal al flux.